# Rascacielos de la avenida Tres de Mayo
Le Rascacielos de la avenida Tres de Mayo, plus connu sous le nom de "El Rascacielos", est un gratte-ciel situé dans la ville de Santa Cruz de Tenerife (îles Canaries, Espagne), dans l'avenue Tres de Mayo.
Ouvert le 3 mai 1974. Avec ses 85 mètres de hauteur et 24 étages, il s’agit du plus haut bâtiment de la ville jusqu’à la construction des Torres de Santa Cruz. C'est actuellement le deuxième plus haut gratte-ciel de la ville. De nos jours, c’est toujours un charmant bâtiment de Santa Cruz de Tenerife,.